# Leucandra caminus
Leucandra caminus är en svampdjursart som beskrevs av Ernst Haeckel 1872. Leucandra caminus ingår i släktet Leucandra och familjen Grantiidae. Utöver nominatformen finns också underarten L. c. crassior.